# Letta Mbulu
Letta Mbulu (Soweto, 23 de agosto de 1942) es una cantante de jazz sudafricana en activo desde los años sesenta.

## Biografía
Nacida y criada en Soweto (Sudáfrica), lleva en activo como cantante desde los años sesenta. Siendo aún adolescente, hizo una gira con el musical King Kong, pero se marchó a Estados Unidos en 1964 debido al apartheid, donde, en el exilio, siguió dedicándose a la música.
En Nueva York se relacionó con otros exiliados sudafricanos, como Miriam Makeba, Hugh Masekela y Jonas Gwangwa, y realizó giras con el saxofonista de jazz Cannonball Adderley, y también con el cantante estadounidense Harry Belafonte. Juntos realizaron varias giras mundiales. Sus principales influencias musicales fueron el folk, el jazz americano y la música brasileña.
En el cine, su canto también puede escucharse en Raíces, El color púrpura (1985) y la película de 1973 A Warm December, y fue invitada en un episodio de la sexta temporada de Soul Train. Mbulu también interpretó el canto swahili en el single de Michael Jackson «Liberian Girl». El productor Quincy Jones ha dicho de ella: «Mbulu es la dama de las raíces, que proyecta una sofisticación y calidez que despiertan la esperanza de alcanzar el amor puro, la belleza y la unidad en el mundo".
Es miembro fundador de South African Artists United (SAAU), organización creada en 1986.
Mbulu está casada con el músico Caiphus Semenya.

## Reconocimientos
- 2001: Premio de Música Sudafricana o trayectoria.[2]
- 2009: Orden de Ikhamanga en erhielt de plata.[7]
- 2018: Premio Mzantsi Jazz a la trayectoria.[8]

## Discografía
- Letta Mbulu canta (Capitolio, 1967)
- Alma libre (Capitolio, 1968)
- Letta (Chisa, 1970)
- Naturalmente (Fantasía, 1972)
- Hay música en el aire (A&M, 1976)
- Letta (A&M, 1977)
- Letta Mbulu - Oro (A&M, 1978)
- Letta Mbulu - Sweet juju (Mañana, 1985)
- Lo mejor de Letta y Caiphus (Columbia, 1996)
- Grandes éxitos (Columbia, 1999)
- Letta Mbulu canta / Free Soul (Estados Unidos, 2005)
- Culani Nami (Sony, 2007)

Con Quincy Jones
- Raíces (A&M, 1977)